# Paulus Moreelse

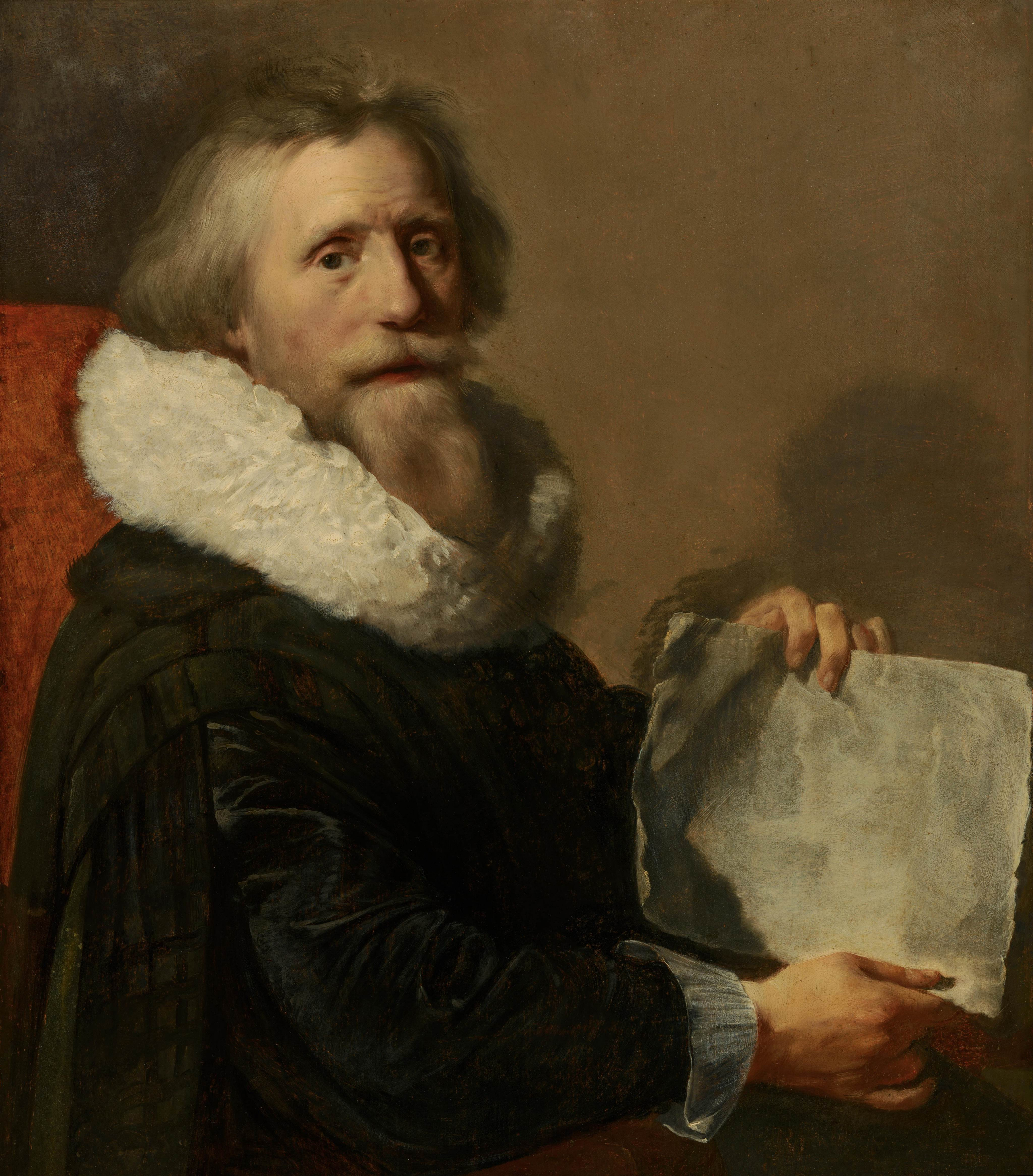
Auto-retrato, c. 1630 (Mauritshuis, The Hague).

Paulus Moreelse (1571 - 6 de março de 1638) foi um pintor neerlandês, principalmente de retratos.

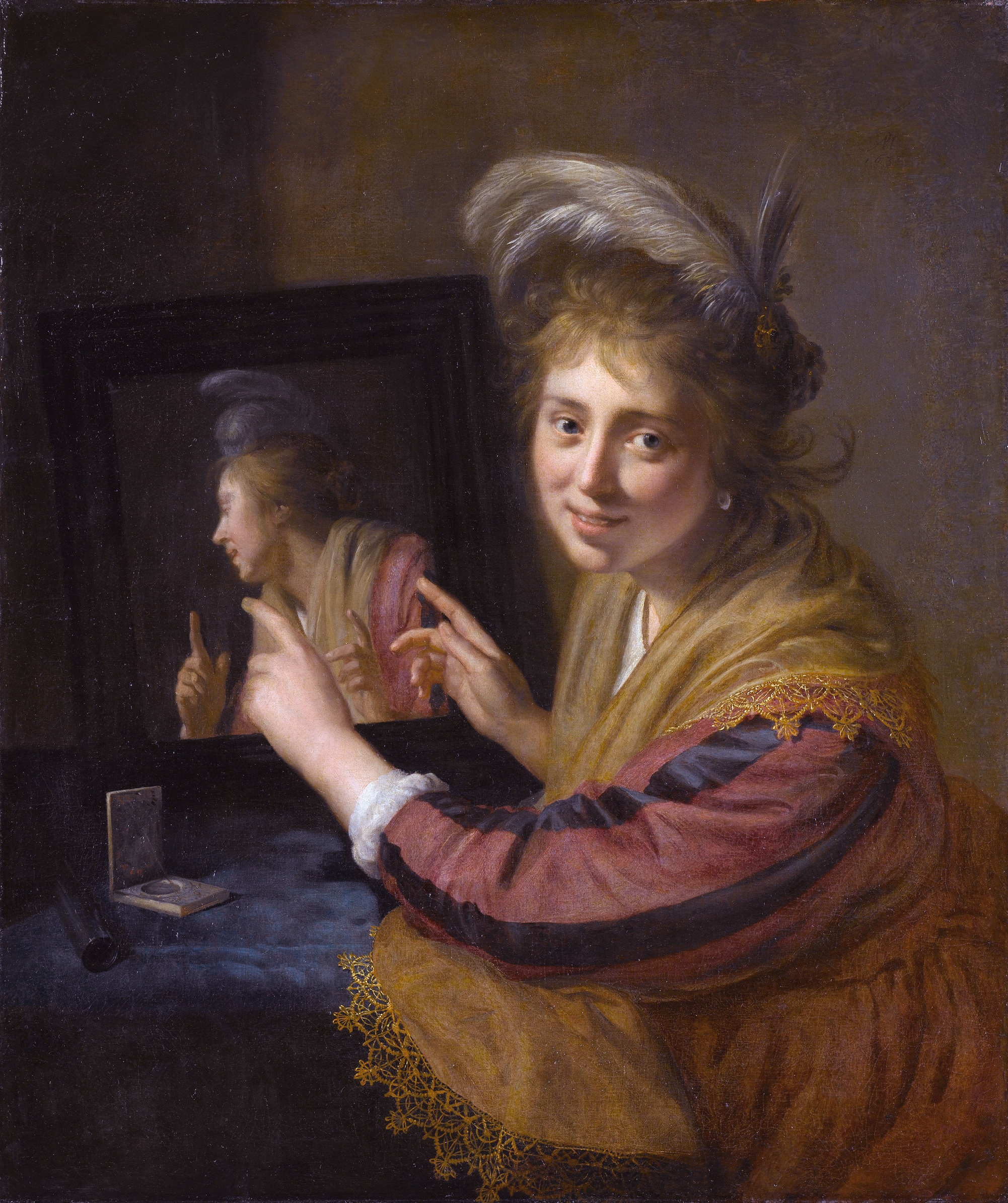
Moça em frente ao Espelho, 1632 (Rijksmuseum, Amsterdam).

Moreelse nasceu e viveu a maior parte da sua vida em Utrecht. Foi aluno do retratista de Delft Michiel Jansz van Mierevelt, que por sua vez tinha sido aluno de Anthonie Blocklandt van Montfoort. Fez uma viagem de estudo a Itália, onde recebeu muitas encomendas de retratos. De regresso a Utrecht, em 1596, torna-se membro da zadelaarsgilde (corporação dos seleiros), que passa a incluir também os pintores. Em 1611, juntamente com Abraham Bloemaert, foi um dos fundadores de um novo grêmio de pintores, chamado Guilda de São Lucas, e tornou-se o seu primeiro deken.
Moreelse foi um conhecido pintor de retratos que recebeu encomendas de toda a República Neerlandesa. Os seus primeiros trabalhos conhecidos datam de 1606. Para além de retratos, pintou também alguns quadros de história no estilo maneirista e, na década de 1620, produziu cenas pastoris de pastores e ovelhas. Pertenceu à mesma geração de Abraham Bloemaert e  Joachim Wtewael e, tal como este último, desempenhou um papel importante na vida pública da sua cidade. A sua versão de Diana e Calisto foi gravada por Jan Saenredam. Em 1618, quando os anti-remonstrantes chegaram ao poder em Utrecht, foi expulso do conselho (raadslid).
Moreelse foi também um arquiteto ativo, tendo construído o Catharijnepoort de Utrecht (1626, demolido c.1850) e possivelmente também o Vleeshuis (ainda existente) na Voorstraat a partir de 1637. Leccionou na tekenacademie de Utrecht e entre os seus muitos alunos contava-se Dirck van Baburen. Após a sua morte, foi enterrado no Buurkerk em Utrecht.

## Coleções Públicass
Entre as coleções públicas com obras de Paulus Moreelse estão:
- Museum de Fundatie, Zwolle, Holanda
- Rijksmuseum, Amsterdam

## Galeria

Paulus Moreelse
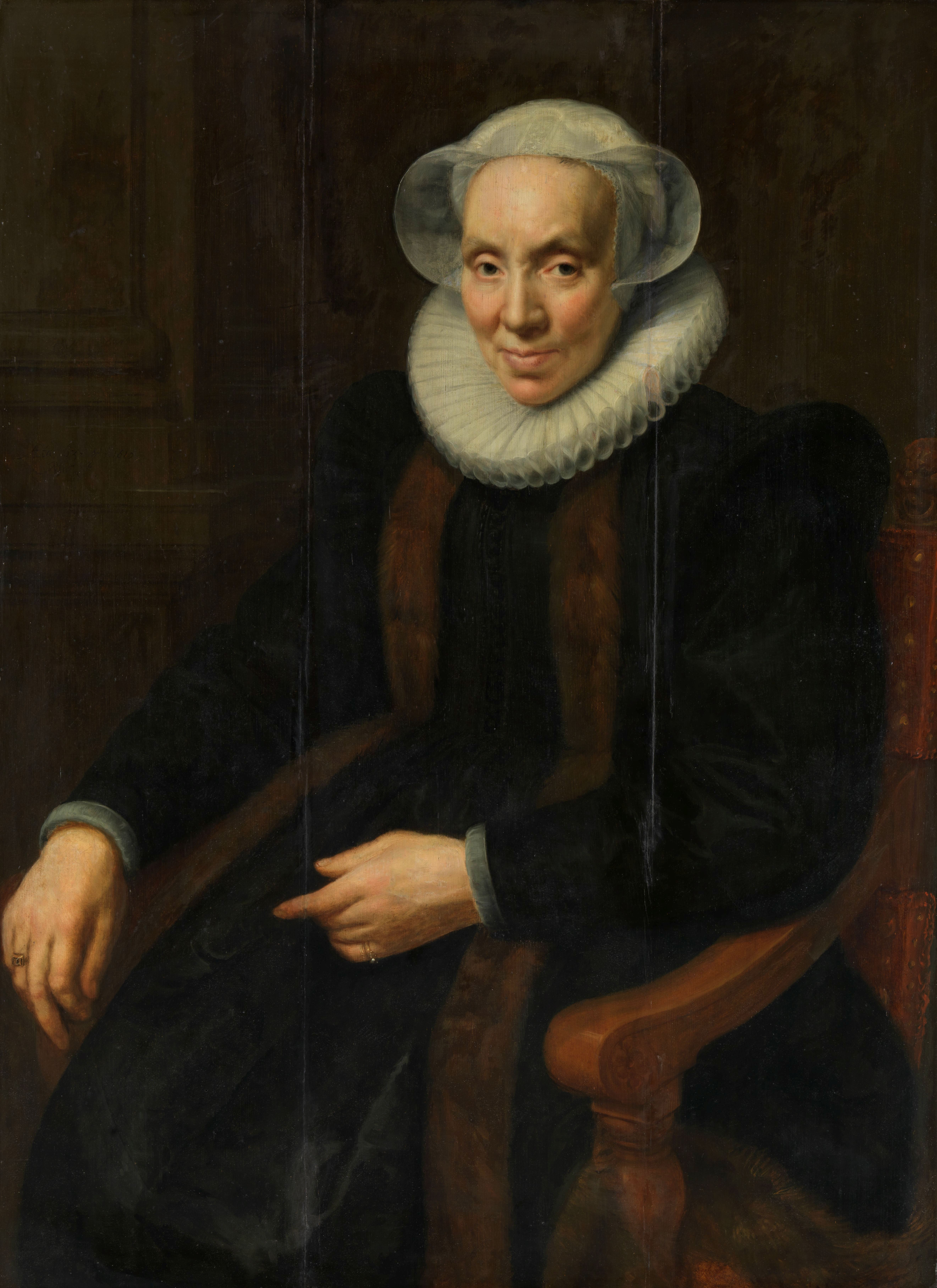
Retrato de Maria van Utrecht, 1615 (Rijksmuseum, Amsterdam).
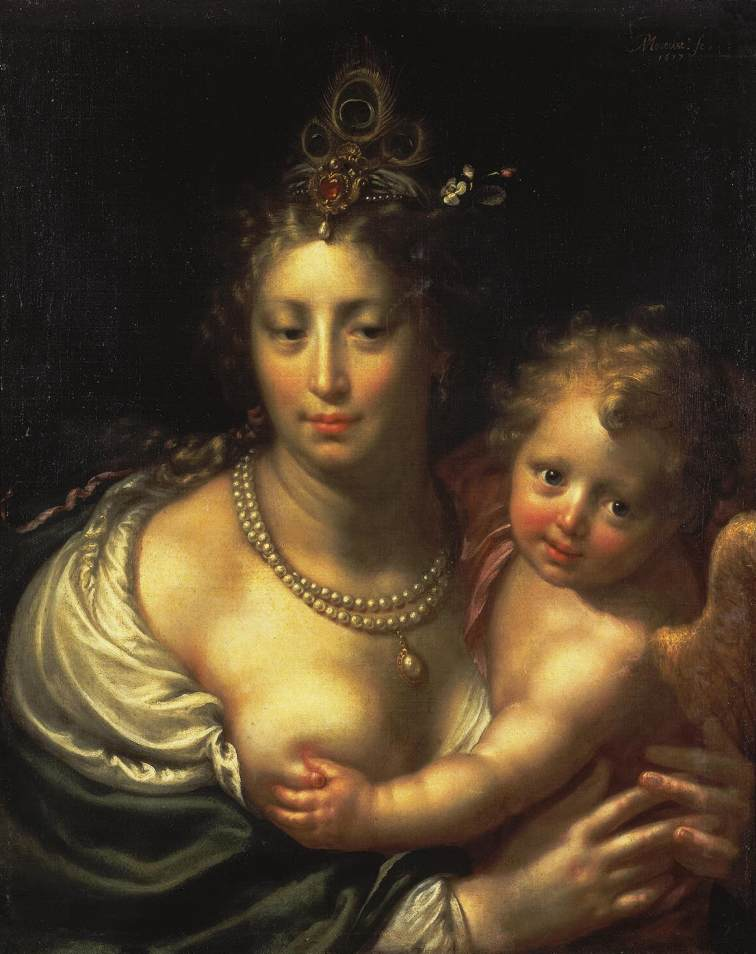
Vênus e Cupido, 1617 (Hermitage, St Petersburg).
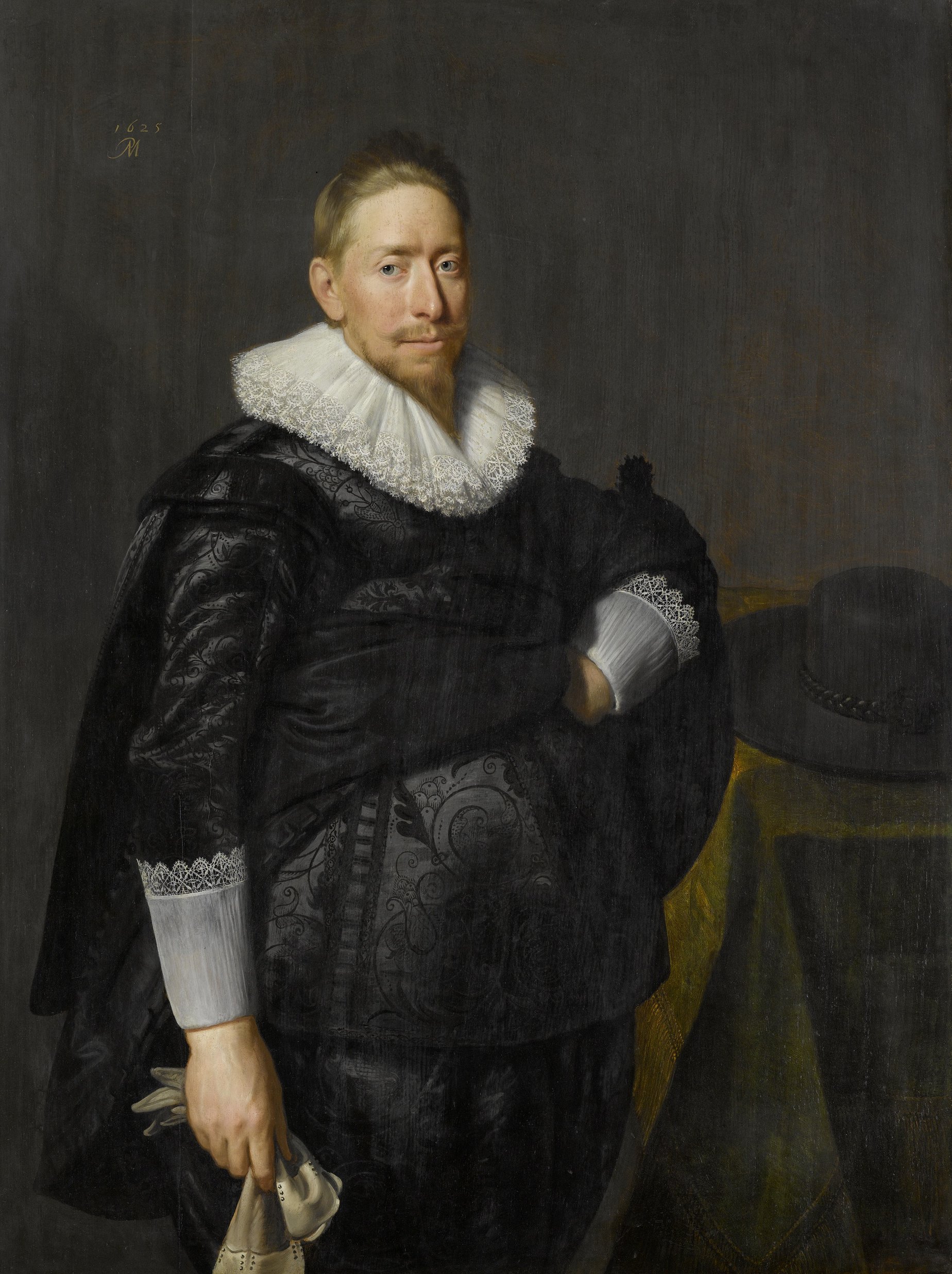
Retrato de um Homem, 1625 (Rijksmuseum, Amsterdam).
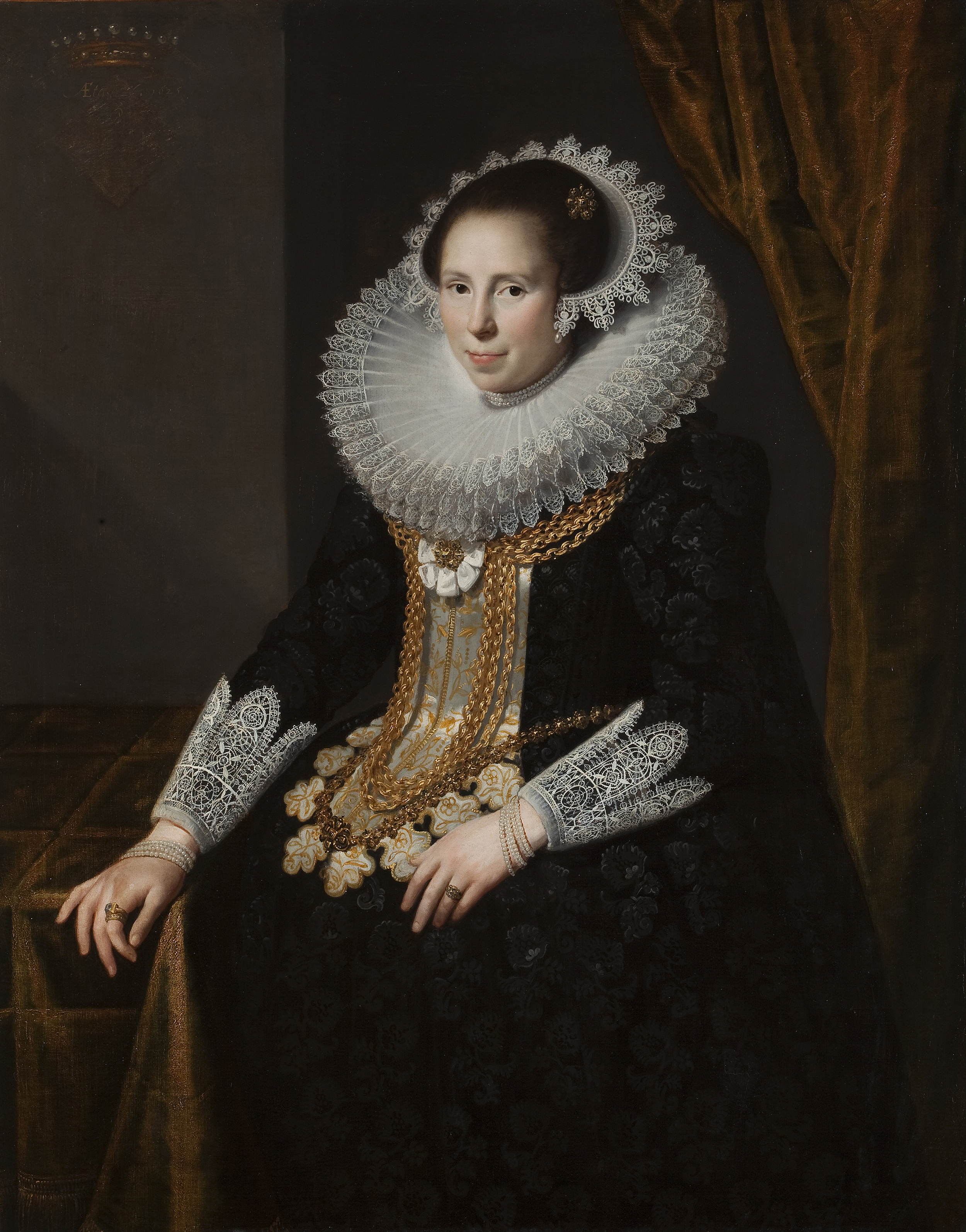
Johanna Martens, 1625 (Prado, Madrid).
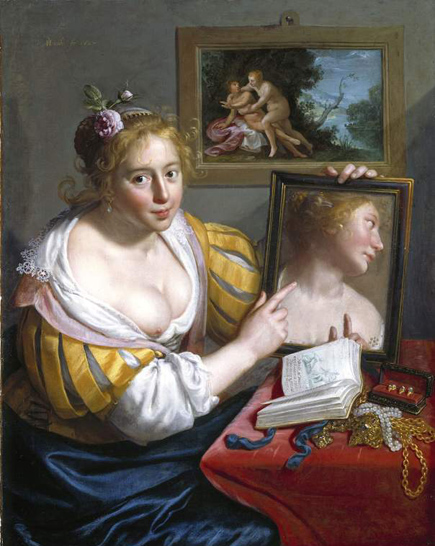
Menina com Espelho - Alegoria do Amor Profano, 1627 (Museu Fitzwilliam, Cambridge).
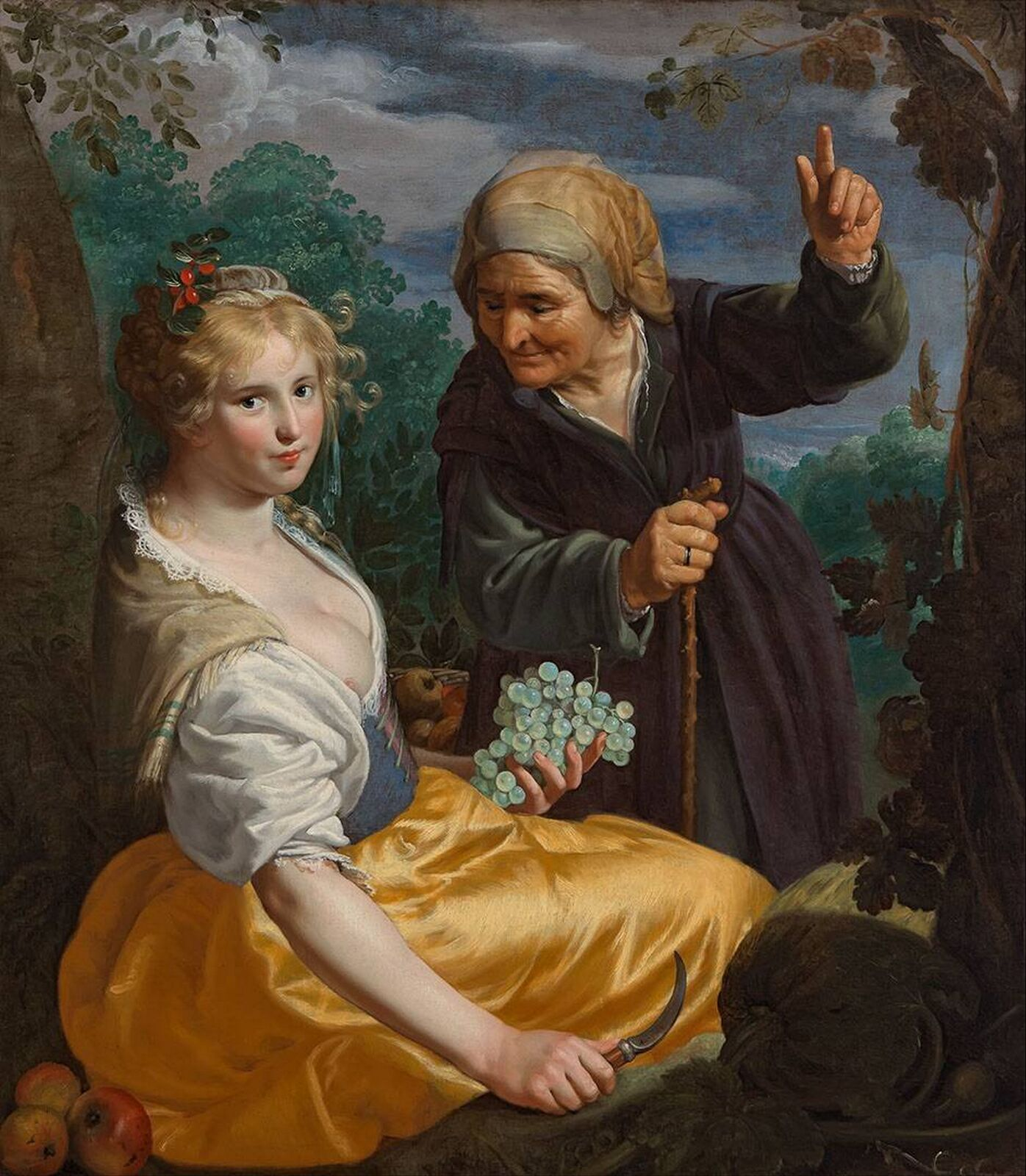
Vertumno e Pomona, 1630 (Museu Boijmans Van Beuningen, Rotterdam).
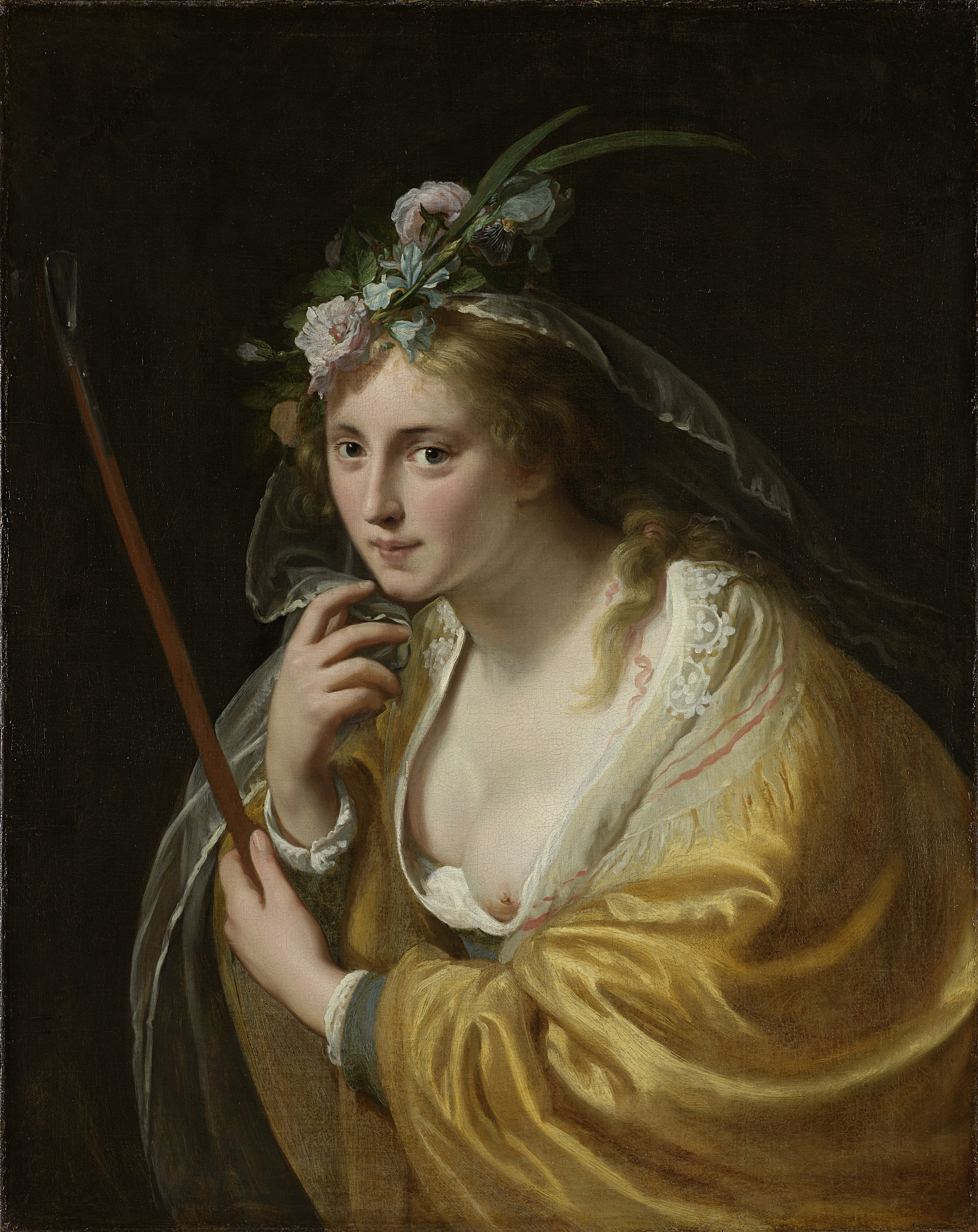
Uma Pastora, 1630 (Rijksmuseum, Amsterdam).
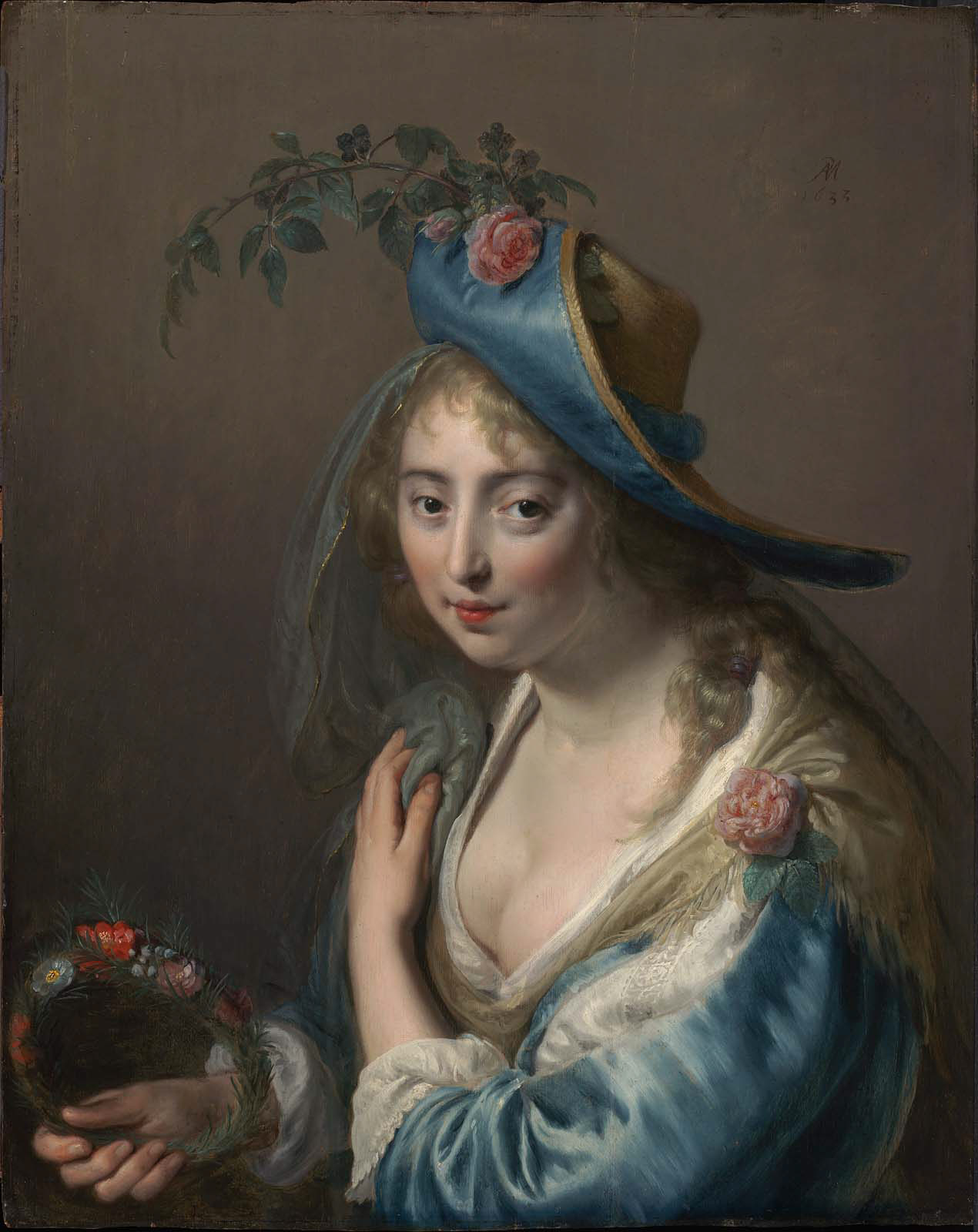
Retrato Mitológico, 1633 (Museum of Fine Arts, Boston)